# З́
З́, з́ («Зє») — кирилична літера, утворена від З з додаванням акута, десята літера чорногорського алфавіту. Вона є дзвінкою альвеоло-піднебінною фрикативою /ʑ/, що відповідає латинському Ź.

## Обчислювальні коди
Будучи відносно новою літерою, якого немає в жодному застарілому 8-бітному кодуванні кирилицею, буква З́ не має безпосередньо складного коду в Unicode; вона складається з З + ◌́ (U + 0301).